# Die sieben Männer der Sumuru
Die sieben Männer der Sumuru (Originaltitel: Rio 70/Sumuro, Alternativtitel: The Girl from Rio) ist ein 1968 gedrehter Erotik- und Actionfilm von Jess Franco mit Shirley Eaton. Er ist die Fortsetzung des Films Sumuru – Die Tochter des Satans und basiert auf der Figur Sumuru des Autors Sax Rohmer.

## Handlung
Die lesbische Schurkin Sumuru hat im brasilianischen Regenwald die von Frauen bevölkerte, aus drei Hochhäusern bestehende Stadt Femina errichtet, mit deren Hilfe sie nach der Weltherrschaft der Frauen strebt. Zur Finanzierung ihrer Pläne entführt die Amazonenkönigin Irene, die Tochter eines vermögenden Bankiers. Der Millionär engagiert den Privatdetektiv Jeff Sutton, um seine Tochter zu befreien.
Um Sumurus Aufmerksamkeit zu erregen, täuscht Sutton vor, bei einem Überfall 10 Millionen Dollar erbeutet zu haben. Er fliegt nach Rio, wo ihn Sumurus Gefolgsleute prompt entführen und nach Femina bringen, wo er von Frauen mit Küssen und geheimnisvollen Strahlen gefoltert wird. Nach Flucht und erneuter Gefangennahme in Femina, trifft Sutton dort auf Irene und gemeinsam gelingt ihnen schließlich die endgültige Flucht in einem gestohlenen Flugzeug. Die Königin Sumuru vernichtet, nachdem eine Verbrecherorganisation aus Rio mit bewaffneteten Hubschraubern angreift, ihr Hauptquartier und flieht ebenfalls.

## Hintergrund
An dem auf der von Sax Rohmer geschaffenen Figur der Sumuru basierenden Drehbuch schrieben offenbar neben Harry Alan Towers auch Bruno Leder und Franz Eichhorn mit. Eichhorn wird jedoch nicht in den deutschen Filmtiteln genannt, während Leder nicht in denen der spanischen Version auftaucht. Die Fassungen wurden für die verschiedenen Märkte unterschiedlich geschnitten.
Der Film wurde am 14. März 1969 in der Bundesrepublik Deutschland uraufgeführt und von ca. 113 000 Zuschauern gesehen. In Spanien kam der Film erst am 20. März 1972 in die Kinos und wurde dort von 314.662 Besuchern gesehen.

## Kritik
„Umständlich konstruierter und dilettantisch inszenierter Actionfilm, der mit Sex-Einlagen mühsam in Gang gehalten wird“

„Absurder Sex-Action-Mix. Kult? Quatsch!“

„Mäßiger Superkrimi mit sadistischem und perversem Einschlag. Überflüssig.“

Am 4. April 2014 wurde der Film im Rahmen der Tele-5-Reihe Die schlechtesten Filme aller Zeiten gezeigt.